# Rejon amurski
Rejon amurski (ros. Амурский район) – jeden z 17 rejonów w Kraju Chabarowskim na Rosyjskim Dalekim Wschodzie. Powierzchnia wynosi 16 415 km². Ośrodkiem administracyjnym jest Amursk, który jednak administracyjnie nie jest częścią regionu.
Rejon amurski najszybciej pod względem liczby ludności rozwinął się w pierwszej dekadzie XXI wieku. W 2010 roku liczył 65 639 osób, w porównaniu do 27 273 osób w 2002, 32 288 osób w 1989 i 45 467 osób w 1970. Szacowana liczba ludności w 2018 roku to 59 319 osób.